# Jota Octantis
Jota Octantis är en orange jätte i Oktantens stjärnbild.
Stjärnan har visuell magnitud +5,45 och är synlig för blotta ögat vid god seeing. Den befinner sig på ett avstånd av ungefär 350 ljusår.